# Sternenberg (França)
Sternenberg é uma comuna francesa na região administrativa de Grande Leste, no departamento Alto Reno. Em 2010 a comuna tinha 159 habitantes (densidade: 46,2 hab./km²).